# Борегард (приход)
Бо́регард (англ. Beauregard Parish; фр. Paroisse de Beauregard, Борега́р) — приход штата Луизиана, США. Официально образован в 1913 году. По состоянию на 2010 год, численность населения составляла 35 654 человека. Назван в честь Пьера Гюстава Тутана де Борегара — майора армии США и генерала армии Конфедерации во время Гражданской войны.

## География
По данным Бюро переписи США, общая площадь прихода равняется 3 019,943 км2, из которых 2 996,633 км2 — суша, и 22,015 км2, или 0,700 %, — это водоёмы.

## Население
По данным переписи населения 2000 года на территории прихода проживает 32 986 жителей в составе 12 104 домашних хозяйства и 9 078 семей. Плотность населения составляет 11,00 человек на км2. На территории прихода насчитывается 14 501 жилое строение, при плотности застройки около 5,00-ти строений на км2. Расовый состав населения: белые — 84,25 %, афроамериканцы — 12,92 %, коренные американцы (индейцы) — 0,66 %, азиаты — 0,60 %, гавайцы — 0,05 %, представители других рас — 0,30 %, представители двух или более рас — 1,23 %. Испаноязычные составляли 1,42 % населения независимо от расы.
В составе 36,20 % из общего числа домашних хозяйств проживают дети в возрасте до 18 лет, 60,60 % домашних хозяйств представляют собой супружеские пары, проживающие вместе, 10,90 % домашних хозяйств представляют собой одиноких женщин без супруга, 25,00 % домашних хозяйств не имеют отношения к семьям, 22,20 % домашних хозяйств состоят из одного человека, 9,10 % домашних хозяйств состоят из престарелых (65 лет и старше), проживающих в одиночестве. Средний размер домашнего хозяйства составляет 2,63 человека, и средний размер семьи 3,07 человека.
Возрастной состав прихода: 27,60 % моложе 18 лет, 8,60 % от 18 до 24, 28,70 % от 25 до 44, 23,30 % от 45 до 64 и 11,90 % от 65 и старше. Средний возраст жителя прихода 36 лет. На каждые 100 женщин приходится 100,60 мужчин. На каждые 100 женщин старше 18 лет приходится 98,90 мужчин.
Средний доход на домохозяйство прихода составлял 32 582 USD, на семью — 37 886 USD. Среднестатистический заработок мужчины был 35 268 USD против 19 639 USD для женщины. Доход на душу населения составлял 15 514 USD. Около 13,00 % семей и 15,60 % общего населения находились ниже черты бедности, в том числе — 19,50 % молодёжи (тех, кому ещё не исполнилось 18 лет) и 15,50 % тех, кому было уже больше 65 лет.